# Октябр (Ішимбайський район)
Октя́бр (рос. Октябрь, башк. Октябрь) — присілок у складі Ішимбайського району Башкортостану, Росія. Входить до складу Ішеєвської сільської ради.
Населення — 91 особа (2010; 98 в 2002).
Національний склад:
- росіяни — 72%